# لوگدونوم
لوگدونوم (به فرانسوی: Lugdunum) یک شهر باستانی در گل بود که امروزه در لیون فرانسه واقع شده‌است. این شهر که در امپراتوری روم بسیار حائز اهمیت بوده‌است در سال ۴۳ پیش از میلاد به دست لوسیوس پالانکوس تأسیس گردیده است.